# Znak Krymu
Znak Autonomní republiky Krym (ukrajinsky Герб Автономної Республіки Крим / Герб Крим, rusky Герб Автономной Республики Крым / Герб Крым) je po anexi Krymu Ruskou federací oficiálním znakem Autonomní republiky Krym v rámci Ukrajiny a znakem mezinárodně neuznané Republiky Krym v rámci Ruské federace. Znak se používá od roku 1992 a oficiálně byl představen 21. dubna 1999.